# System radarowy Niebo-M
Niebo-M – rosyjski system radarowy wchodzący w skład systemu przeciwrakietowego i przeciwlotniczego S-400, składający się z pracujących na falach o dużej długości radarów wstępnego wskazywania celów RLM-M i RLM-D oraz pracującego na falach o wysokiej częstotliwości radaru kontroli ognia RLM-S. Radary wstępnego wskazywania celów umożliwiają wykrywanie obiektów latających w dużej odległości od radaru, podczas gdy radar RLM-S umożliwia śledzenie celów, pobranie namiaru bojowego oraz naprowadzanie na cel rakietowych pocisków przeciwlotniczych.

## System
System radarowy Niebo-M łączy radary wstępnego wskazywania celów RLM-M i RLM-D z pracującym na falach o wysokiej częstotliwości radarem kontroli ognia RLM-S. Pracujący w  pasmach VHF oraz UHF radar RLM-M oraz pracujący w paśmie L radar RLM-D zdolne są do wykrywania obiektów – w tym samolotów o wysokiej charakterystyce stealth – w dużej odległości, ze względu jednak na właściwości fizyczne fal o niskiej częstotliwości i dużej długości nie zapewniają rozdzielczości niezbędnej do kontroli ognia.

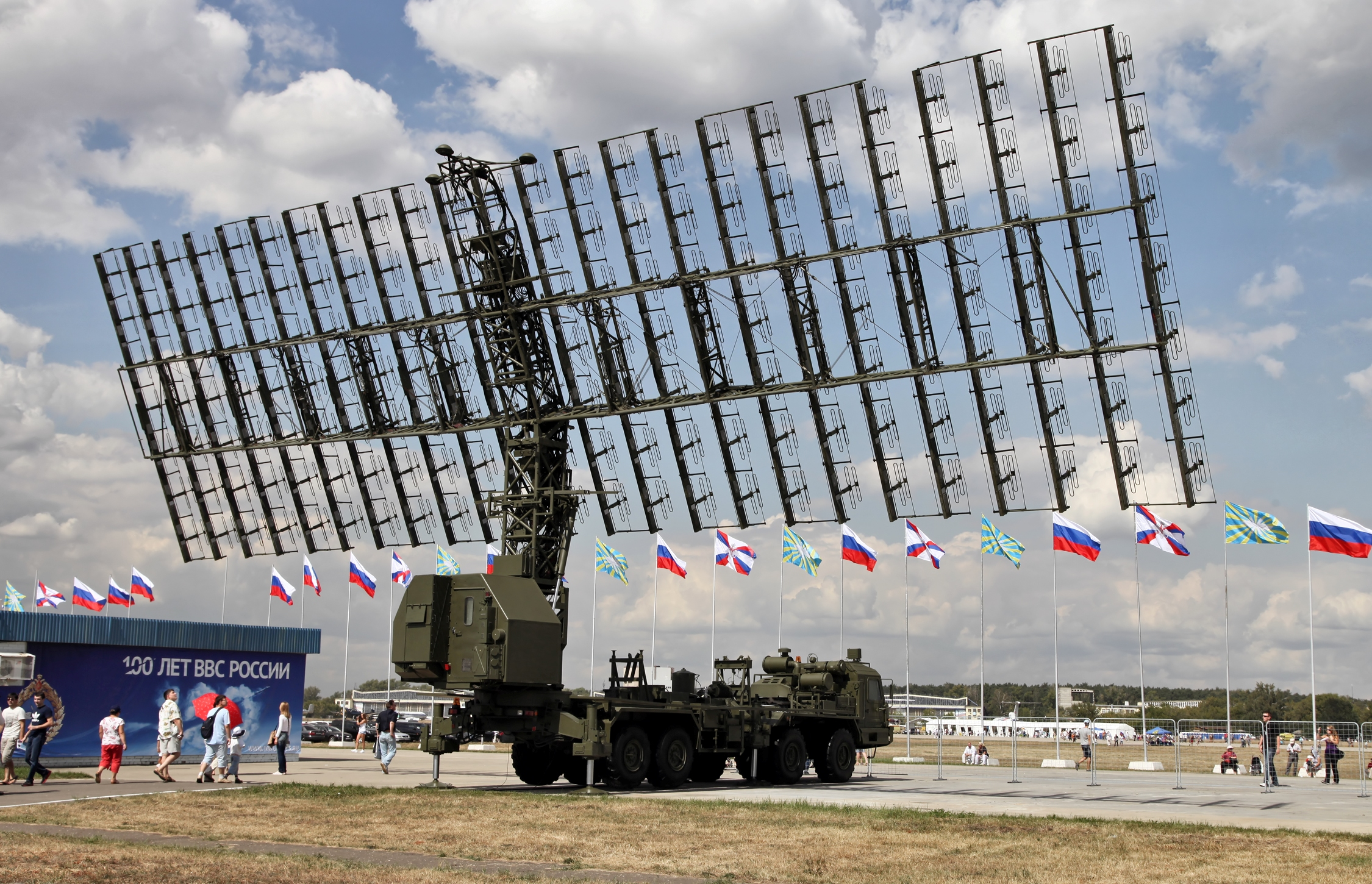
Radar wstępnego wykrywania RLM-M

Z uwagi na niemożliwość dokładnego wskazania pozycji celu, jego prędkości, kierunku i pułapu, nie są zdolne do naprowadzania broni. W systemie Niebo-M radary wstępnego wykrywania uzupełniane są więc przez zbudowany w technologii AESA i pracujący w pasmach S oraz X radar kontroli ognia RLM-S. Dzięki wysokiej częstotliwości tych pasm radiowych, RLM-S zdolny jest do pobrania namiaru bojowego na obiekty latające i kontroli ognia. W niewielkiej odległości od celu, radar RLM-S zdolny jest nawet do śledzenia i pobrania namiaru bojowego również na samoloty o wysokich charakterystykach stealth.

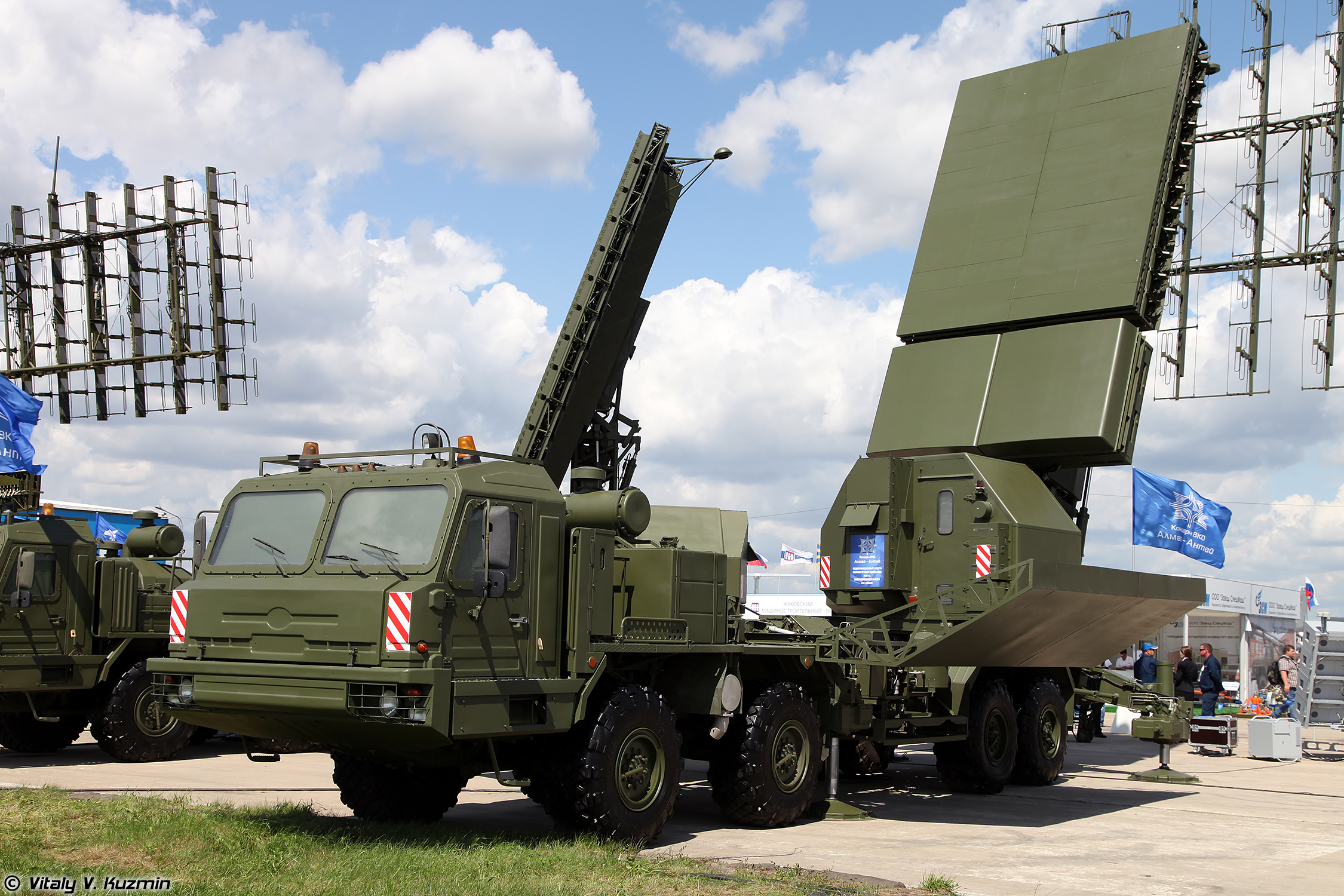
Radar pasma X RLM-S

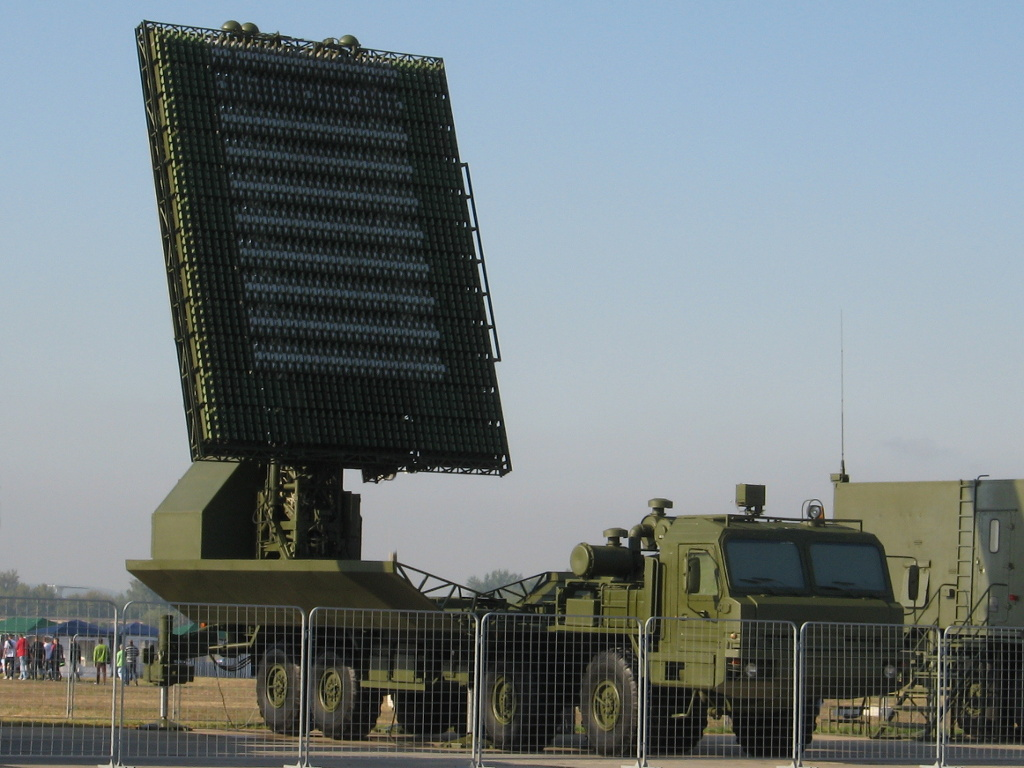
Pracujący w paśmie L radar RLM-D

Zgodnie z informacjami rosyjskimi, radary niskiej częstotliwości systemu Niebo-M zdolne są wykryć samolot o obniżonej wykrywalności F-117 Nighthawk z odległości 350 kilomterów w środowisku wolnym od zakłóceń elektronicznych oraz w odległości 75 km w wypadku intensywnego zakłócania elektronicznego. Wykrycie samolotu nie umożliwia jednak jego zestrzelenia, Rosjanie nie ujawnili zaś odległości w której możliwe jest pobranie namiaru bojowego na F-117 przez radar kontroli ognia RLM-S. Według danych amerykańskich, samolot myśliwski F-35 Lightning II o co najmniej dwukrotnie mniejszej od F-117 sygnaturze radarowej, może zostać namierzony przez radar pracujący w paśmie X z odległości nie większej niż 20 mil (32 km), toteż należy zakładać że zdolność zwalczania przez system S-400 samolotów F-35 nie wykracza poza obszar okręgu o promieniu 32 km od pracującego w paśmie X radaru RLM-S.